# Мисик, Владимир Юрьевич
Владимир Юрьевич Мисик (род. 31 января 1965, село Кулиничи, Харьковская область, Украинская ССР, СССР) — украинский политик, Народный депутат Украины, член Партии регионов. Заслуженный работник сельского хозяйства Украины.

## Образование
1989 г. — Харьковская государственная зооветеринарная академия

## Трудовая деятельность
1989 г. — ветеринарный врач в колхозе им. Фрунзе Белгородского района Белгородской области.
1990 г. — главный ветеринарный врач опытного хозяйства «Украинка»
С 1991 г. — председатель фермерского хозяйства «Кегичевское»
В 1991—1993 годах — заместитель директора опытного хозяйства «Украинка» по переработке и коммерческих вопросов
В 1994 г. — учредитель ООО «Хлебокомбинат Кулиничи» на территории пгт. Кулиничи Харьковского района Харьковской области
С 1999 г. — председатель фермерского хозяйства «Кегичевское»
На парламентских выборах 2012 года избран народным депутатом Украины от Партии регионов по одномандатному мажоритарному избирательному округу № 172. По результатам голосования одержал победу набрав 51,97 % голосов избирателей.
16 января 2014 года — голосовал за «диктаторские» законы.
С ноября 2014 по август 2019 года — народный депутат Украины VIII созыва.

## Государственные награды
- Заслуженный работник сельского хозяйства Украины (16 ноября 2004) — за значительный личный вклад в развитие агропромышленного производства, весомые достижения в профессиональной деятельности, многолетний самоотверженный труд[4]
- Государственная премия Украины в области науки и техники 2012 года — за работу «бобово-ризобиальные системы в современном земледелии» (в составе коллектива)[5]